# Nico Mattan
Nico Mattan (Izegem, 17 de juliol de 1971) fou un ciclista belga professional entre 1994 i 2007.
La seva millor temporada fou el 2001, quan guanyà els Tres dies de De Panne i el GP Ouest France-Plouay, sent el primer belga del rànking de la temporada. Amb tot, la seva principal victòria fou la Gant-Wevelgem de 2005.
El 7 d'octubre de 2007 posà fi a la seva carrera professional en finalitzar el Circuit franco-belga.

## Palmarès
- 1996
  - Vencedor d'una etapa del Tour de Valònia
- 2000
  - 1r a la Gullegem Koerse
- 2001
  - 1r al GP Ouest France-Plouay
  - 1r al Giro del Piemont
  - 1r als Tres dies de De Panne i vencedor d'una etapa
  - Vencedor d'una etapa de la París-Niça
- 2003
  - Vencedor d'una etapa de la París-Niça
- 2004
  - 1r al Noord Nederland Tour (ex aequo amb 21 ciclistes més)
- 2005
  - 1r a la Gant-Wevelgem

### Resultats al Tour de França
- 1996. 123è de la classificació general
- 2000. 22è de la classificació general
- 2001. 98è de la classificació general
- 2002. 123è de la classificació general

### Resultats a la Volta a Espanya
- 1998. 67è de la classificació general